# Azerbaijan Airlines
Azerbaijan Airlines (viết tắt AZAL, tiếng Azerbaijan: Azerbaycan Hava Yollan) là hãng hàng không quốc gia của Azerbaijan, trụ sở tại Baku. Hãng có trụ sở chính ở Sân bay quốc tế Heydar Aliyev (Baku).

## Lịch sử
Azerbaijan Airlines được thành lập năm 1992 và bắt đầu hoạt động từ ngày 7.4.1992. Hiện nay hãng có các tuyến bay chở khách cũng như hàng hóa trong quốc nội và quốc tế từ Baku tới Cộng đồng các Quốc gia Độc lập, châu Âu, Trung quốc và vùng Trung Đông. Azerbaijan Airlines cũng làm chủ hãng Azal Avia Cargo

## Các nơi đến
Các nơi đến của Azerbaijan Airlines (tháng 10/2007)
châu Á
- Afghanistan

- Kabul

- Azerbaijan

- Baku
- Ganja
- Nakhchivan
- Lankaran
- Zaqatala

- Các Tiểu vương quốc Ả rập Thống nhất

- Dubai

- Gruzia

- Tbilisi

- Iran

- Tehran

- Israel

- Tel Aviv

- Kazakhstan

- Aqtau

- Thổ Nhĩ Kỳ

- Ankara
- Antalya
- Istanbul

- Trung quốc

- Urumqi

châu Âu
- Belarus

- Minsk

- Nga

- Mineralnye Vody
- Moskva
- Nizhny Novgorod
- Sankt-Peterburg

- Pháp

- Paris

- Ukraina

- Kiev

- Vương quốc Anh

- London

- Ý

- Milano

## Đội máy bay
- 1 Airbus A319CJ
- 3 Airbus A319-100
- 1 Airbus A320-200
- 1 Antonov An-26B
- 1 ATR 42-500 (+ 1 order)
- 1 ATR 72-500 (+ 4 orders)
- 1 Boeing 727-200
- 4 Boeing 757-200
- 2 Eurocopter AS 332L1 Super Puma
- 4 Eurocopter EC 155 B1
- 2 Tupolev Tu-134A
- 6 Tupolev Tu-134B
- 2 Tupolev Tu-154B
- 3 Tupolev Tu-154B-2
- 2 Tupolev Tu-154M
- 5 Yakovlev Yak-40
- Antonov An-140-100 (1 order)
- Boeing 737-900 (2 orders)
- Boeing 787 (3 orders)